# St. Joseph, Illinois
St. Joseph är en ort i Champaign County i delstaten Illinois, USA.